# Marie Pasquet
Pour les articles homonymes, voir Pasquet.
Marie Pasquet, née le 31 août 1981, est une judokate française.

## Biographie
Elle est médaillée d'or par équipes aux Championnats du monde de judo 2011.
Aux Championnats d'Europe par équipes de judo, elle est médaillée d'or en 2003 et en 2004 et médaillée d'argent en 2009 et en 2012. Elle est médaillée d'or des moins de 63 kg à l'Universiade d'été de 2003 et des moins de 70 kg aux Jeux méditerranéens de 2009. Au niveau national, elle est sacrée championne de France des moins de 63 kg en 2003 et des moins de 70 kg en 2011.